# Wicko (gmina)
Pour les articles homonymes, voir Wicko.
La gmina de Wicko est une commune rurale de la voïvodie de Poméranie et du powiat de Lębork. Elle s'étend sur 216,08 km² et comptait 5.793 habitants en 2010. Son siège est le village de Wicko qui se situe à environ 16 kilomètres au nord-ouest de Lębork et à 74 kilomètres au nord-ouest de Gdańsk, la capitale régionale.

## Villages
La gmina de Wicko comprend les villages et localités de Bargędzino, Białogarda, Bieśno, Cegielnia Charbrowska, Charbrowo, Charbrowski Bór, Dychlino, Dymnica, Gąska, Gęś, Górka, Komaszewo, Kopaniewo, Krakulice, Łebieniec, Lucin, Maszewko, Nieznachowo, Nowęcin, Podróże, Poraj, Przybrzeże, Roszczyce, Sądowo, Sarbsk, Skarszewo, Steknica, Strzeszewo, Szczenurze, Szczenurze-Kolonia, Ulinia, Wicko, Wojciechowo, Wrzeście, Wrześcienko, Zachacie, Żarnowska et Zdrzewno.

## Villes et gminy voisines
La gmina de Wicko est voisine de la ville de Łeba et des gminy de Choczewo, Główczyce, Nowa Wieś Lęborska et Smołdzino.